# Nysa (Anatolië)
Nysa (Grieks: Νῦσα) was een oude stad in Karië, gelegen in het huidige district Sultanhisar van de provincie Aydın in Turkije. De stad werd mogelijk in de derde eeuw voor Christus bij haar stichting opgedragen aan de mythologische Dionysos. De stad bracht enkele wetenschappers voort, en heeft na Efese de grootste bibliotheek van de oudheid in Turkije. Enkele andere gebouwen die te bezichtigen zijn zijn het Romeins theater en badhuis, de agora, en de 100 meter lange 'tunnel-brug van Nysa'.

## Galerij

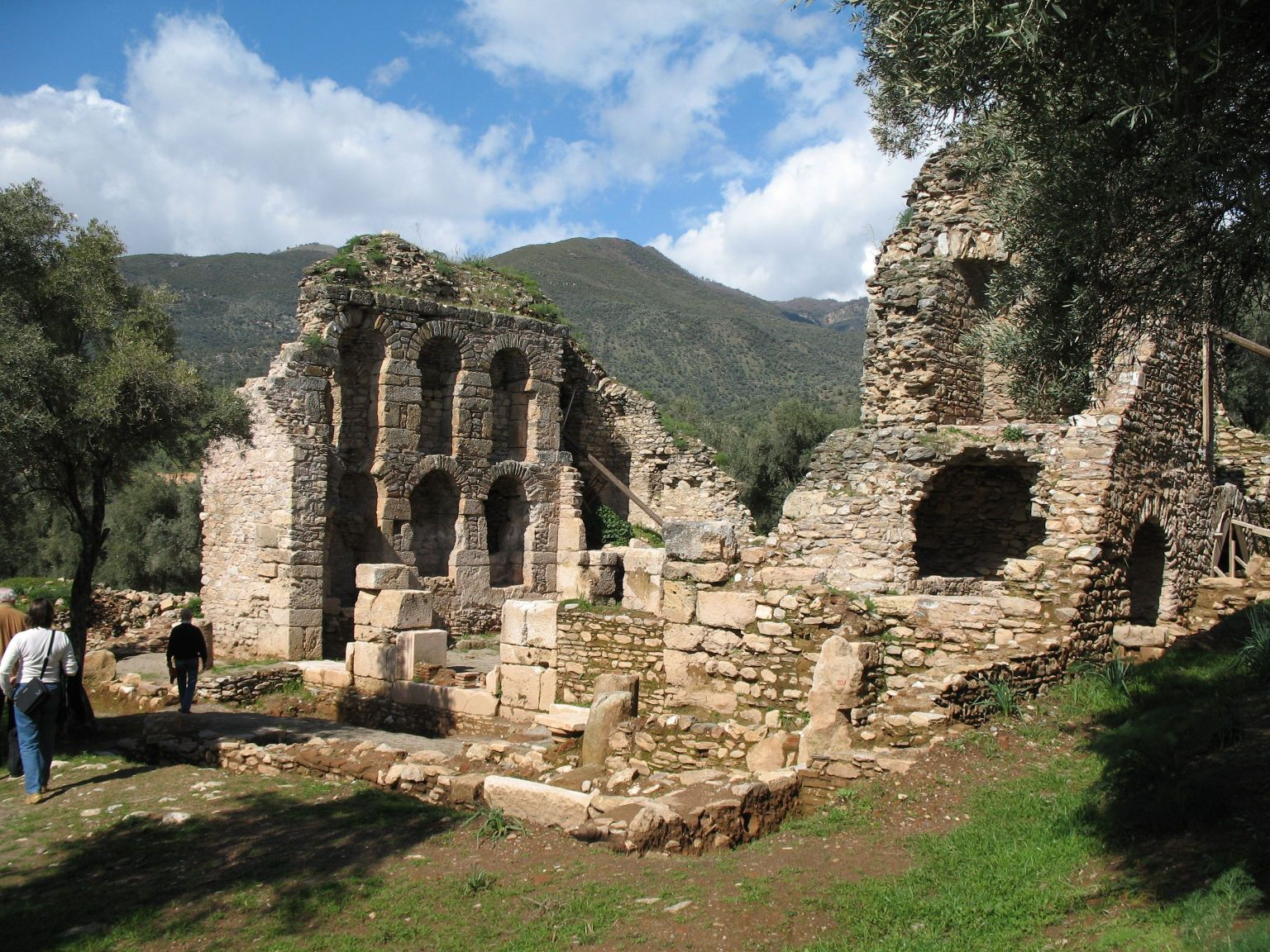
Restanten van de bibliotheek
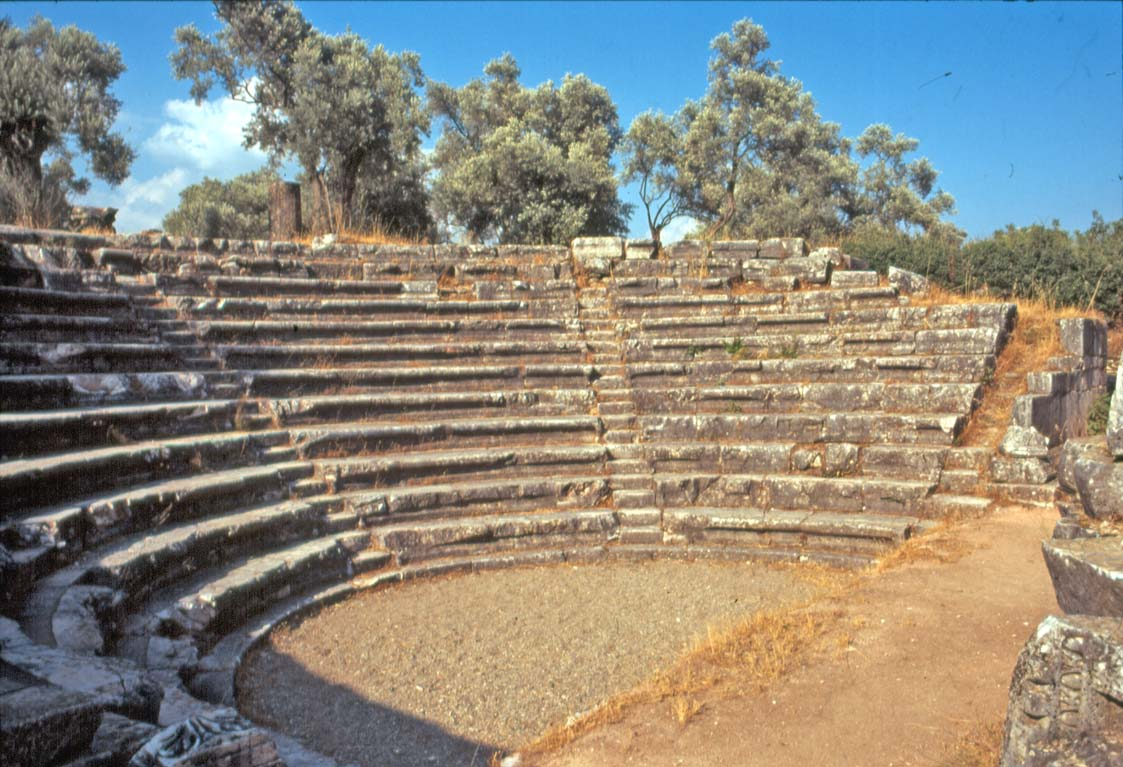
Het bouleuterion
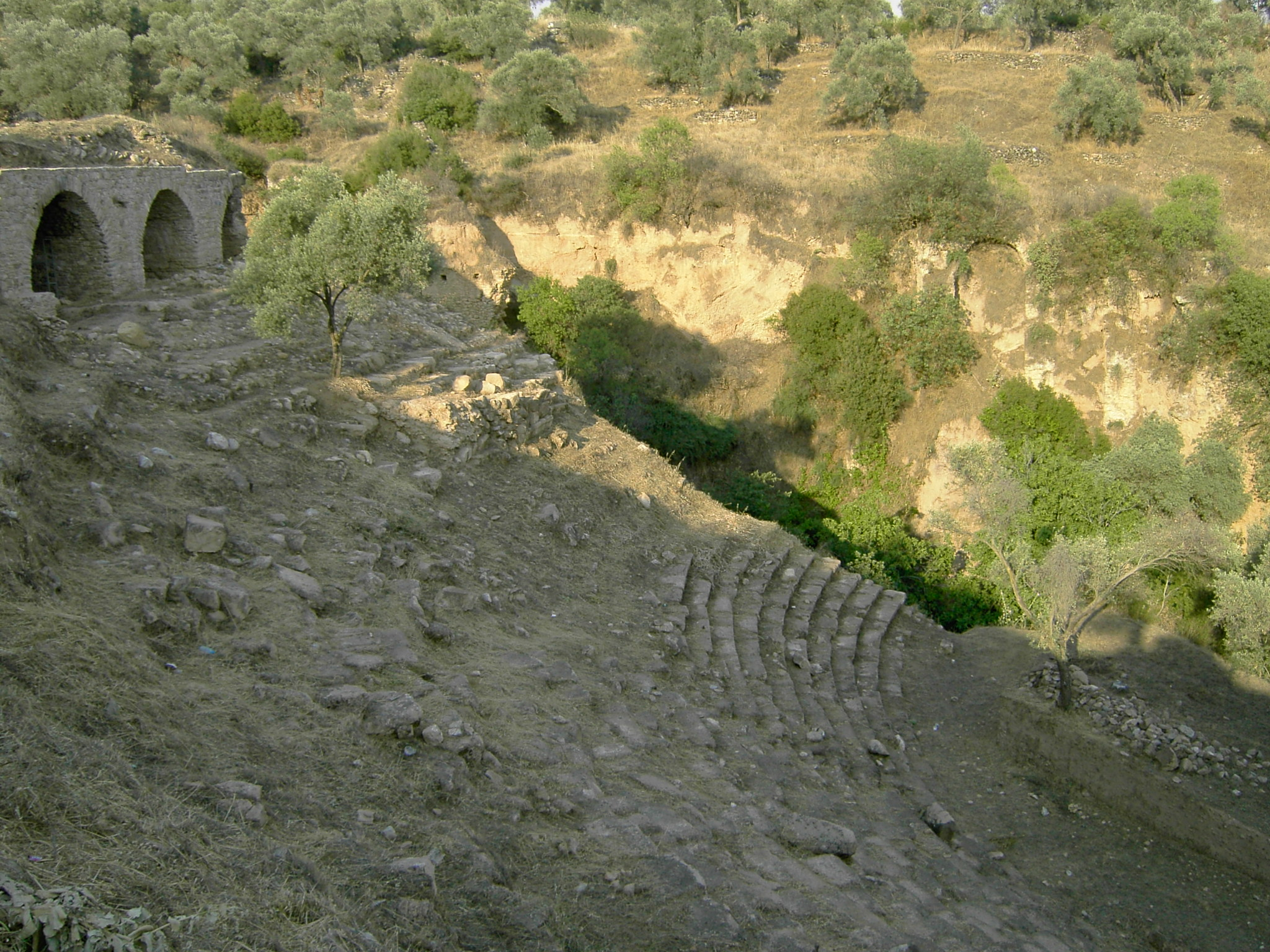
Restanten van het stadium